# جيمس إس. لورد
جيمس إس. لورد هو سياسي كندي، ولد في 25 ديسمبر 1875، وتوفي في 8 يوليو 1932. حزبياً، نشط في حزب كندا المحافظ. وقد انتخب عضو الجمعية التشريعية لنيو برونزويك ‏.